# Arvid Andersson (dragkampare)
För andra betydelser, se Arvid Andersson.
Arvid Leander Andersson, född 9 juli 1881 död 7 augusti 1956, svensk dragkampare.
Han var med i det svenska laget från Stockholmspolisen som vid de Olympiska spelen i Stockholm 1912 vann guldmedalj i dragkamp. De andra var Johan Edman, Erik Algot Fredriksson, Carl Jonsson, Erik Larsson, August Gustafsson & Herbert Lindström och Adolf Bergman.